# Szymon Kossobudzki
Szymon Kossobudzki (ur. 28 października 1869 w Płocku, zm. 8 lipca 1934 w Kurytybie w Brazylii) – działacz polonijny w Brazylii, lekarz (profesor medycyny – chirurg), publicysta, poeta i działacz społeczny.

## Życiorys

### Dzieciństwo i młodość
Wywodził się z rodziny Kossobudzkich h. Pobóg od XV wieku osiadłych w Kossobudach. Był najstarszym z sześciorga dzieci Ludwika, urzędnika, i Cecylii z Trzcińskich. Dzieciństwo i lata młodzieńcze spędził w mieście rodzinnym i pobliskich Goślicach. Początkowo kształcił się w gimnazjum gubernialnym w Płocku, a następnie w Warszawie, dokąd przenieśli się jego rodzice. Jako student medycyny Uniwersytetu Warszawskiego związał się z akademickim ruchem niepodległościowym. W 1893 roku został członkiem nowo założonej organizacji młodzieży akademickiej Koło, skąd później przeszedł do Polskiej Partii Socjalistycznej. Będąc studentem V roku (1894) pełnił funkcję prezesa zarządu ogólnostudenckiej organizacji Bratnia Pomoc na UW. 17 kwietnia 1894 roku uczestniczył w manifestacji młodzieży narodowej (tzw. kilińszczyków) na Starym Mieście w Warszawie. Prawdopodobnie w obawie przed represjami za udział w rewolucji 1905 roku wyjechał do Brazylii.

### Emigracja
Zamieszkał w Kurytybie (głównym skupisku brazylijskiej Polonii), gdzie pracował jako ordynator miejskiego szpitala i profesor uniwersytetu. W Ameryce Południowej zasłynął jako lekarz i działacz polonijny. Uważano go za jednego z najzdolniejszych chirurgów w Paranie. Był też znany jako publicysta, zamieszczał w periodykach naukowych artykuły, głównie dotyczące chirurgii, będące wynikiem jego badań naukowych i praktyki lekarskiej. Był bardzo dobrze znany w środowisku tamtejszej Polonii, dzięki czemu został prezesem Centralnego Związku Polaków w Brazylii. W czasie I wojny światowej był prezesem, założonego w 1912 roku, Komitetu Obrony Narodowej (współpracującego z Komisją Skonfederowanych Stronnictw Niepodległościowych). Kossobudzki należał do grupy popierającej Legiony Józefa Piłsudskiego.
W 1918 roku Kossobudzki wspólnie z Julianem Szymańskim (profesorem okulistyki) rozpoczął kampanię przeciwko rządowemu projektowi dekretu o szkolnictwie. Projekt ten miał posiadać antypolski charakter. Obaj lekarze podczas trwania kampanii ogłosili m.in. list otwarty do Brazylijczyków.
Kossobudzki był prezesem Zjednoczenia Polskich Organizacji Niepodległościowych Ameryki Południowej, a w roku 1919 został prezesem nowo powstałego Związku Polskich Demokratów. 10 listopada 1928 roku odznaczony Krzyżem Oficerskim Orderu Odrodzenia Polski. W 1929 został współzałożycielem i prezesem Polsko-Brazylijskiej Partii Republikańskiej. Dzięki tej organizacji udało się wprowadzić do kongresu stanowego w Paranie dwóch deputowanych polskiego pochodzenia, stało się możliwe również objęcie wielu stanowisk w administracji przez przedstawicieli pochodzenia polsko-brazylijskiego. Kossobudzki miał wpływ na wiele spraw związanych z Polonią, dzięki przyjaźni z prezydentem stanu Parany Affonso Camargo.

## Teatr i Publicystyka
Szymon Kossobudzki zajmował wysokie stanowisko w parańskiej loży wolnomularskiej. Należał do współorganizatorów związku towarzystw oświatowych Kultura. Zajmował się również rozwojem oświaty wśród ludności polskiego pochodzenia, stąd wiele szkół przybrało jego imię. Kossobudzkiego interesował także rozwój polskiego teatru w Brazylii. Przez pewien czas występował nawet na deskach Teatru Ludowego w Kurytybie i napisał jednoaktową sztukę z okazji rocznicy powstania listopadowego. Zamiłowanie do teatru zdradzała również jego żona Halina, założycielka Towarzystwa Kultury Teatralnej w Kurytybie.
Kossobudzki zajmował się także publicystyką, w latach 1912–1913 wydawał niepodległościowe pismo Niwa, a od roku 1921 był właścicielem i redaktorem tygodnika Świt. W drukarni Świtu wydał około 25 książek w języku ojczystym z różnych dziedzin życia, przeznaczonych głównie dla miejscowej Polonii. Był także redaktorem miesięcznika wydawanego w języku portugalskim Echo da Polonia (1925). Zajmował się również tłumaczeniem poematów brazylijskich na język polski, a w roku 1927 wydał tomik poezji własnych i przekładów Tu i tam.

## Życie prywatne
Dwukrotnie żonaty. Pierwszy raz ożenił się z wdową Marią Rafaelą z Matuszewiczów Rożenową; po jej śmierci związał się z Haliną Czepikowską, z którą miał córkę Cecylię i dwóch synów: Szymona Lutego (1915–1987) i Adama Polana. Synowie zostali lekarzami, studiowali w Warszawie, ale opuścili ją na początku II wojny światowej.